# San Salvatore (Malnate)
San Salvatore (San Salvô in dialetto varesotto) è una frazione del comune di Malnate, in provincia di Varese.

## Storia
Il documento più antico in cui è attestato il nome di San Salvatore porta la data del 9 marzo 1218 ed è una pergamena, conservata presso l'Archivio della Basilica di San Vittore in Varese, in cui sono raccolte diverse testimonianze in ordine ad una causa che vedeva contrapposti la stessa chiesa di San Vittore e i fratelli Lodesani che abitavano a Monte Morone per una questione di decime.
San Salvatore si amministrò come comune autonomo almeno nel corso della seconda metà del Seicento e fino agli inizi del Settecento. L'atto più antico, tra quelli in cui si parla esplicitamente del comune di San Salvatore, è un documento rogato dal notaio Francesco Buzzi Martinelli di Binago il 12 agosto 1672 e conservato presso l'Archivio di Stato di Milano.
Anche per la soppressione non vi sono date certe. Il 30 settembre 1726, allorché viene pubblicata a stampa la “Stima de territori ne' Corpi Santi e Ducato di Milano”, San Salvatore è già aggregato a Malnate. L'ipotesi è che l'accorpamento vada situato nell'anno 1722 durante il quale si effettuò la misura catastale dei terreni di Malnate.

## Parrocchia
La chiesa parrocchiale di San Salvatore è dedicata alla Santissima Trinità. Tradizionalmente si ritiene che le origini di questa chiesa vadano situate nel Quattrocento.
La parrocchia è però relativamente recente in quanto San Salvatore dipendeva, sotto il profilo ecclesiale, dalla parrocchia di Vedano Olona. La parrocchia venne eretta come tale, con decreto Arcivescovile il 27 ottobre 1956 dall'arcivescovo di Milano mons. Giovanni Battista Montini, poi papa col nome di Paolo VI.

## Battaglia di San Salvatore
A San Salvatore si svolse un combattimento nel corso della seconda guerra d'indipendenza tra italiani e austriaci. Il 26 maggio 1859, Giuseppe Garibaldi sorprese ed attaccò l'avanguardia austriaca del generale Urban che proveniva da Como e cercava di rioccupare Varese.
Lo scontro principale avvenne a Biumo Inferiore all'ingresso della città. Quando gli austriaci cominciarono la ritirata, Garibaldi mandò a inseguirli verso Malnate alcune truppe costituite dai Carabinieri genovesi. La retroguardia austriaca munita di cannoni, intanto si era stabilita sulle colline a forma di ferro di cavallo di San Salvatore che dominano la strada per Como.
I Carabinieri genovesi attaccarono lasciando sul campo un morto e sette feriti. Garibaldi sopraggiunse quindi con Nino Bixio e ad altri rinforzi risolvendo il conflitto. In tutto, tra Biumo e San Salvatore vi furono circa 200 caduti tra gli austriaci e 85 tra i garibaldini.

## Infrastrutture e trasporti

### Ferrovie
Dal 1885 al 1966 era in funzione la Ferrovia Como-Varese delle Ferrovie Nord Milano, a scartamento ordinario e San Salvatore aveva la sua stazione ferroviaria, condivisa con Binago. Nel 1948 la ferrovia venne elettrificata e nel 1966 venne soppressa definitivamente e abbandonandola completamente. Con la chiusura di questa linea si è perso di incrementare il trasporto passeggeri, ma soprattutto un collegamento diretto con Como, Varese e Laveno.